# L'altro (film)
L'altro è un film italiano del 1921 diretto da Francesco Bertolini.